# Regra 34 (filme)
Regra 34 é um filme de drama franco-brasileiro de 2023, dirigido por Julia Murat e roteirizado pela própria diretora em parceria com Gabriela Capello, Rafael Lessa e Roberto Winter. O filme é estrelado por Sol Miranda como Simone, uma jovem advogada que, para pagar seus estudos, vende conteúdo sexual na internet. O termo Regra 34, que dá nome ao filme, refere-se à uma regra da internet, "que afirma que qualquer objeto, personagem ou franquia de mídia imaginável tem pornografia associada a ele". Conta ainda com as atuações de Lorena Comparato, Lucas Andrade e Isabela Mariotto nos demais papéis centrais.
Regra 34 é o terceiro longa-metragem de Julia Murat e conquistou o Leopardo de Ouro, prêmio máximo no Festival Internacional de Cinema de Locarno. O filme foi lançado nos cinemas do Brasil em 19 de janeiro de 2023 pela Imovision. Regra 34 recebeu críticas positivas pela imprensa nacional e internacional, sendo elogiado pela performance de Sol Miranda e pela construção da personagem central.

## Sinopse
Simone (Sol Miranda), aos 28 anos, é uma jovem advogada negra que dedicou anos de sua vida a realizar performances online de teor sexual como forma de custear seus estudos na faculdade de direito. Recentemente, conquistou uma posição como defensora pública por meio de um concurso, o que a permitiu deixar para trás as apresentações online, uma vez que não necessita mais desse recurso financeiro. Seu novo cotidiano envolve frequentar aulas em um curso preparatório para defensoria, participar de sessões de apoio a mulheres vítimas de violência doméstica e aprimorar suas habilidades em kung fu, atividade que compartilha com Lucia (Lorena Comparato), uma amiga branca da faculdade de direito. Juntas, Simone e Lucia compartilham não apenas experiências acadêmicas, mas também ideias feministas e o desejo comum de utilizar a prática do direito como meio de transformar a sociedade.

## Elenco
- Sol Miranda como Simone
- Lucas Andrade como Coyote
- Lorena Comparato como Lúcia
- Isabella Mariotto como Natalia
- Dani Ornellas como Janaína
- Babu Santana como André
- Márcio Vito como Professor
- MC Carol como Nill
- Rodrigo Bolzan como Nill
- Simone Mazzer como D. Ivone
- Lucas Gouvêa como Paulo
- Samuel Toledo como Antônio
- Marina Merlino como Bruna
- Marcos Damigo como Promotor
- Julia Bernat como Marina
- Georgette Fadel como Professora
- Gabrielly Yukari como Isabela Naomi

## Produção

### Desenvolvimento
A construção do roteiro do filme envolveu a colaboração de várias mãos ao longo de um extenso período. No entanto, foi durante o processo de pesquisa de elenco que o roteiro encontrou sua base sólida. Gabriel Bortolini, diretor assistente e responsável pelo elenco, desempenhou um papel crucial nesse desenvolvimento. Cada encontro com os atores representava, essencialmente, uma sessão de sala de roteiro. Posteriormente, a equipe se dedicou para trabalhar com os atores escolhidos, resultando em modificações adicionais no roteiro e aprofundamento dos personagens. Todos os atores contribuíram significativamente. Julia Murat destaca o papel essencial de Sol Miranda, que adicionou camadas adicionais, enriquecendo a profundidade dos personagens. Trabalhar com uma equipe e elenco predominantemente negros, proporcionando-lhes espaços criativos, transcende a mera abordagem antirracista. Essa abordagem é uma jornada de construção de novas subjetividades e enriquecimento da narrativa em sua profundidade, conforme destacado pela diretora Julia Murat.

## Lançamento

### Festivais
Regra 34 percorreu diversos festivais de cinema, conquistando reconhecimento e prêmios ao longo do caminho. No 75º Festival de Locarno, foi agraciado com o prestigioso Leopardo de Ouro. No Festival do Rio 2022, a direção do filme foi destacada, rendendo-lhe o prêmio de Melhor Direção. No Festival Mix Brasil de Cultura da Diversidade 2022, a performance da atriz principal foi laureada com o prêmio de Melhor Interpretação. O Panorama Coisa de Cinema 2022 concedeu ao filme uma Menção Honrosa e o Prêmio Especial do Júri APC. Já no Festival Ibero-Americano de Cinema de Huelva, a atriz principal recebeu o título de Melhor Atriz. No Festival des Trois Continents 2022, uma Menção à Atriz foi atribuída ao filme. O Festival Internacional del Nuevo Cine Latinoamericano de Habana 2022 concedeu-lhe o Prêmio Especial do Júri.
Além disso, o filme participou da 46ª Mostra Internacional de Cinema de São Paulo, do 27º Festival Internacional de Cinema de Busan, do Montreal Festival du Nouveau Cinéma 2022, do 15º World Film Festival of Bangkok, do Taipei Golden Horse Film Festival 2022, do Festival Films from the South 2022, do Black Nights Film Festival, do 46º Festival de Cinema de Gotemburgo e do Festival de Cinema de Miami 2023. A trajetória de sucesso continuou com participações no 35º Festival de Toulouse de Cinema Latino-americano, no Festival Internacional de Filmes de Mulheres de Créteil 2023, no Festival Internacional de Cinema de Uruguai 2023, no 42º Festival de Cinema de Istambul, e no Festival Internacional de Filmes de Mulheres de Dortmund + Cologne 2023. O filme Regra 34 cativou audiências e júris, consolidando-se como uma obra destacada no cenário cinematográfico internacional.

### Brasil
O filme foi lançado nos cinemas do Brasil em 19 de janeiro de 2023 pela Imovision.

## Recepção

### Bilheteria
Regra 34 obteve um pequeno desempenho comercial. O filme foi lançado no circuito nacional ocupando apenas 35 salas. Apesar da baixa repercussão, permaneceu nas salas durante 47 dias. De acordo com a Ancine, foi assistido por 3.695 pessoas e gerou uma receita de R$ 60.281,19.

### Resposta da crítica
Regra 34 obteve uma recepção muito positiva da imprensa internacional. A renomada revista francesa Cahiers du Cinéma destacou: "Murat realiza simultaneamente uma reflexão política distante e uma evocação íntima. Por meio da jornada de Simone (interpretada pela formidável Sol Miranda), o filme questiona a conformidade com as regras, seja da lei ou da web, explorando as noções de livre arbítrio e os limites da transgressão... Cerebral e sem reservas, o filme conquistou o Leopardo de Ouro, recebendo reconhecimento de um júri que soube apreciar o desconforto pertinente que ele suscita".
Durante a exibição no Festival de Locarno, o filme também foi elogiado pela imprensa local. O crítico Oris Aigbokhaevbolo, do The Film Veredict, comentou: "O filme de Julia Murat sobre uma estudante de direito com hábitos pornográficos é um trabalho corajoso, imoral e essencial." Redmond Bacon, do Dirty Movies, descreveu o filme como "um estudo de personagem fascinante e brilhante, explorando os limites do consentimento, o significado de buscar a dor e a interseção entre opressão sistêmica e livre arbítrio". Por sua vez, Timé Zoppé, do Trois Couleur, afirmou: "A brasileira Julia Murat analisa brilhantemente as problemáticas atuais relacionadas às opressões... Essa não linearidade do percurso é o que nos toca e interessa politicamente, permitindo-nos compreender as imbricações tão diabolicamente complexas entre ordem e caos, doçura e violência, desejo e opressão".

### Prêmios e indicações
| Ano  | Associações                                                                      | Categoria                              | Recipiente(s) | Resultado | Ref.   |
| ---- | -------------------------------------------------------------------------------- | -------------------------------------- | ------------- | --------- | ------ |
| 2022 | World Film Festival of Bangkok                                                   | Melhor Filme                           | Regra 34      | Indicado  |        |
| 2022 | Huelva Ibero-American Film Festival                                              | Melhor Atriz                           | Sol Miranda   | Venceu    | [ 10 ] |
| 2022 | Huelva Ibero-American Film Festival                                              | Melhor Filme com Perspectiva de Gênero | Regra 34      | Venceu    | [ 10 ] |
| 2022 | Festival do Rio                                                                  | Melhor Filme                           | Regra 34      | Indicado  | [ 14 ] |
| 2022 | Festival do Rio                                                                  | Melhor Direção                         | Júlia Murat   | Venceu    | [ 14 ] |
| 2022 | Festival des 3 Continents de Nantes                                              | Melhor Filme                           | Regra 34      | Indicado  | [ 10 ] |
| 2022 | Festival des 3 Continents de Nantes                                              | Menção Honrosa de Melhor Atriz         | Sol Miranda   | Venceu    | [ 10 ] |
| 2022 | Festival Internacional de Cinema de Locarno                                      | Melhor Filme (Leopardo de Ouro)        | Regra 34      | Venceu    | [ 12 ] |
| 2022 | Panorama Coisa de Cinema                                                         | Menção Honrosa Longa                   | Regra 34      | Venceu    | [ 10 ] |
| 2022 | Panorama Coisa de Cinema                                                         | Prêmio Especial do Júri APC            | Regra 34      | Venceu    | [ 10 ] |
| 2022 | Festival Internacional do Novo Cinema Latino-Americano de Havana                 | Prêmio Especial do Júri                | Regra 34      | Venceu    | [ 15 ] |
| 2022 | Festival Mix Brasil de Cultura da Diversidade                                    | Melhor Interpretação                   | Sol Miranda   | Venceu    | [ 10 ] |
| 2023 | Zinegoak - Festival Internacional de Cinema e Artes Performáticas LGBT de Bilbao | Melhor Atriz                           | Sol Miranda   | Venceu    | [ 16 ] |
| 2023 | Zinegoak - Festival Internacional de Cinema e Artes Performáticas LGBT de Bilbao | Melhor Longa-metragem                  | Regra 34      | Venceu    | [ 16 ] |
| 2023 | Mezipatra Queer Film Festival                                                    | Menção especial do Juri                | Regra 34      | Venceu    | [ 17 ] |